# Донбасская улица (Екатеринбург)
Донба́сская улица (прежнее название — проспект Коминте́рна) — магистральная улица в жилом районе (микрорайоне) Уралмаш Орджоникидзевского административного района Екатеринбурга.

## История
С 1931 года в лесу на западной окраине соцгорода «Уралмаш» одиноко стояла Белая башня, построенная по проекту архитектора Моисея Вениаминовича Рейшера. Башня была установлена на самом высоком месте соцгорода. Через эту точку и было решено проложить новую улицу, параллельную улице Молотова (ныне улица 40-летия Октября), от улицы Машиностроителей до улицы Победы. На плане соцгорода улица появилась только в 1935 году и имела первоначальное название — проспект Коминтерна.
Формирование улицы началось только в конце 1930-х годов. На рубеже 1930-х — 1940-х годов на проспекте Коминтерна начали оформляться землеотводы для строительства индивидуальных домов, одновременно с этим проспект был разделён на две части: одна (от улицы Победы до Белой башни) стала называться улицей Бакинских комиссаров, а другая (от Белой башни до Машиностроителей) — улицей Донбасской.
В 1959—1963 годах улица массово застраивалась пятиэтажными жилыми домами типовых серий, кроме этого были построены два девятиэтажных кирпичных дома-башни (№ 30 и № 36). Позднее, вплоть до 1978 года, на улице было построено три многосекционных 9-этажных жилых дома (№ 4, № 6 и № 8) и два 5-этажных общежития (№ 41 и № 43). В последующем улица радикально не перестраивалась.
Имеет необычную для Екатеринбурга нумерацию домов: слева по ходу улицы чётные номера, справа — нечётные.

## Расположение и благоустройство
Улица проходит с северо-востока на юго-запад параллельно Верхнему переулку. Начинается от бульвара Культуры и заканчивается, переходя в улицу Бебеля. Пересекается с улицами 22-го Партсъезда, Черниговским и Суворовским переулками, а также с улицей Лукиных. Слева на улицу выходят Никольский и Моховой переулки, справа улица Машиностроителей.
Протяжённость улицы составляет около 2,0 километра. Ширина проезжей части — около 20 м (по три полосы в каждую сторону движения), проезжую часть разделяет трамвайная линия. Улица оборудована светофорами, тротуарами и уличным освещением. Нумерация домов начинается от бульвара Культуры.

## Транспорт
Автомобильное движение на всей протяжённости улицы двустороннее.

### Наземный общественный транспорт
Улица является важной городской транспортной магистралью, связывающей запад жилого района Уралмаш с жилым районом Новая Сортировка. По улице осуществляется трамвайное и автобусное движение, ходят маршрутные такси.

### Ближайшие станции метро
Действующих станций Екатеринбургского метрополитена поблизости нет. Проведение линий метро в район улицы не запланировано. В 3 км к востоку от перекрёстка улиц Машиностроителей/Донбасская находится станция 1-й линии Екатеринбургского метрополитена  «Уралмаш».